# 句章故城遗址
29°57′17.6″N 121°23′16.1″E / 29.954889°N 121.387806°E

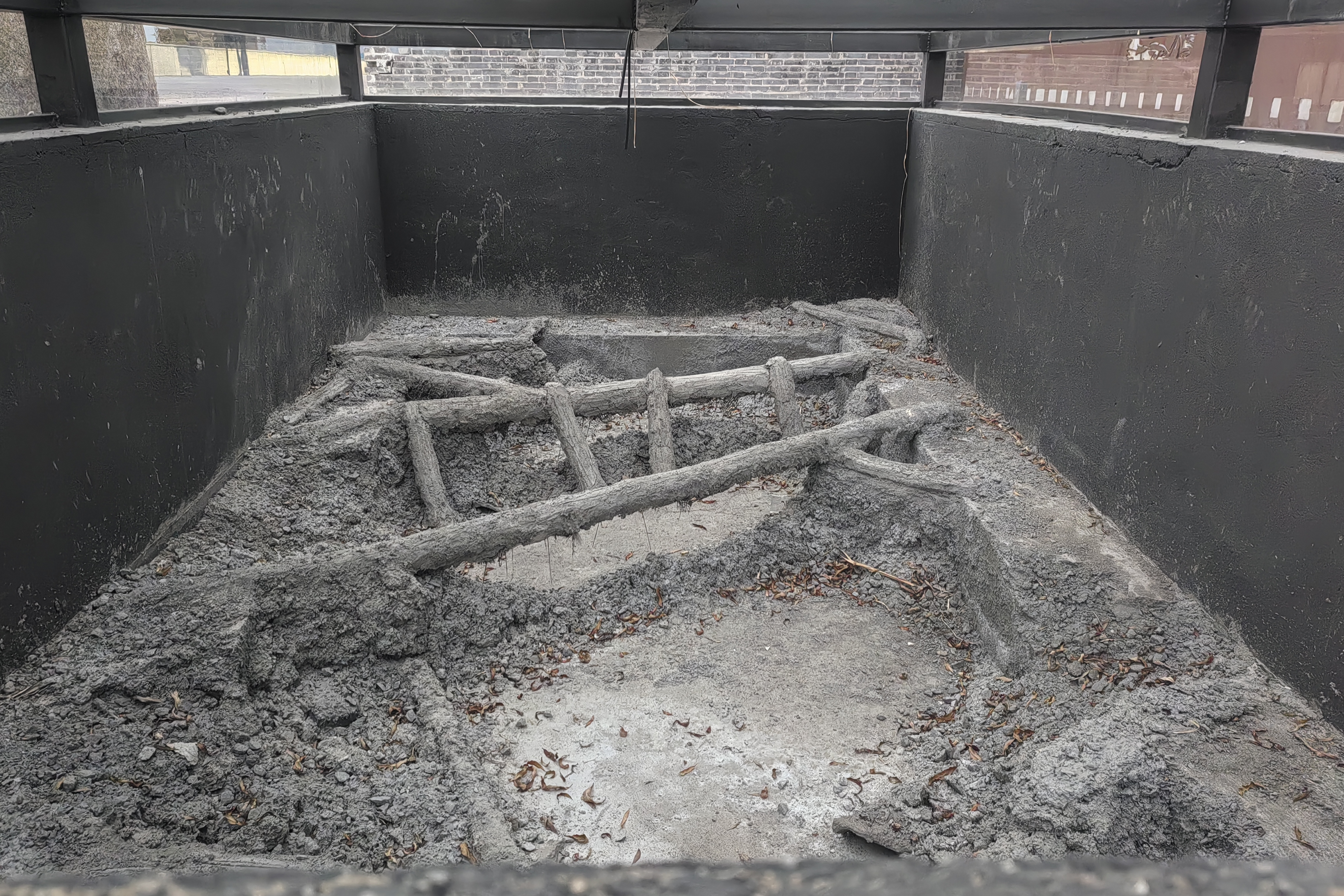
句章故城遗址干栏式木构建筑遗存展示

句章故城遗址是战国至东晋时期句章县的县治遗址，位于今浙江省宁波市江北区慈城镇王家坝村，相传为越王勾践所筑，为宁波市境内最早的城址。城址呈不规则长方形，南临姚江，西倚大湾山，东至焦家山，北邻王家坝村。2004年到2012年，宁波市文物考古研究所先后在此开展四次考古发掘，发现东汉至东晋时期城址及建筑构件，以及春秋末期至战国中晚期遗迹，同时还发现一处东吴至西晋时期木结构码头遗迹。2017年12月28日，句章故城遗址被列入江北区文物保护单位，2023年6月29日被列入浙江省文物保护单位。